# Redbank (Queensland)
Redbank is een plaats in de Australische deelstaat Queensland. Deze plaats telt 1834 inwoners (2016). 